# Городно (озеро, Куньинский район у д. Городно)
Городно — озеро в Пухновской волости Куньинского района Псковской области, в 2,5 км к северу от деревни Прихабы и 10 км к востоку от волостного центра, деревни Пухново.
Площадь — 0,2 км² (17,0 га). Максимальная глубина — 18,0 м, средняя глубина — 8,4 м.
На берегу озера расположена деревня Городно.
Сточное. Относится к бассейну реки Усвяча, притока реки Западная Двина.
Тип озера лещово-плотвичный с уклеей. Массовые виды рыб: щука, плотва, окунь, лещ, уклея, густера, ерш, красноперка, линь, карась, щиповка, вьюн; раки (единично).
Для озера характерно: отлогие и крутые, частью заболоченные берега, луга, поля, огороды, мелколесье; в профундали — ил, в литорали — песок, заиленный песок, коряги, небольшие сплавины.